# Skallen, Lappland
Skallen är en sjö i Vilhelmina kommun i Lappland och ingår i Gideälvens huvudavrinningsområde. Sjön har en area på 0,111 kvadratkilometer och ligger 440,1 meter över havet. Sjön avvattnas av vattendraget Gideälven.

## Delavrinningsområde
Skallen ingår i det delavrinningsområde (716447-157319) som SMHI kallar för Utloppet av Hacksjön. Medelhöjden är 471 meter över havet och ytan är 16,68 kvadratkilometer. Det finns inga avrinningsområden uppströms utan avrinningsområdet är högsta punkten. Avrinningsområdets utflöde Gideälven mynnar i havet. Avrinningsområdet består mestadels av skog (67 procent) och sankmarker (15 procent). Avrinningsområdet har 1,97 kvadratkilometer vattenytor vilket ger det en sjöprocent på 11,8 procent.